# يو إف سي على فوكس: بورييه ضد غيثي
يو إف سي على فوكس: بورييه ضد غيثي (بالإنجليزية: UFC on Fox: Poirier vs. Gaethje)‏ هو حدث لفنون القتال المختلطة نظمته يو إف سي، أُقيم في 14 أبريل 2018، على جيلا ريفر أرينا في غلانديل، أريزونا، الولايات المتحدة.